# Xã East Fork, Quận Williams, Bắc Dakota
Xã East Fork (tiếng Anh: East Fork Township) là một xã thuộc quận Williams, tiểu bang Bắc Dakota, Hoa Kỳ. Năm 2010, dân số của xã này là 18 người.